# Robert Eberan von Eberhorst

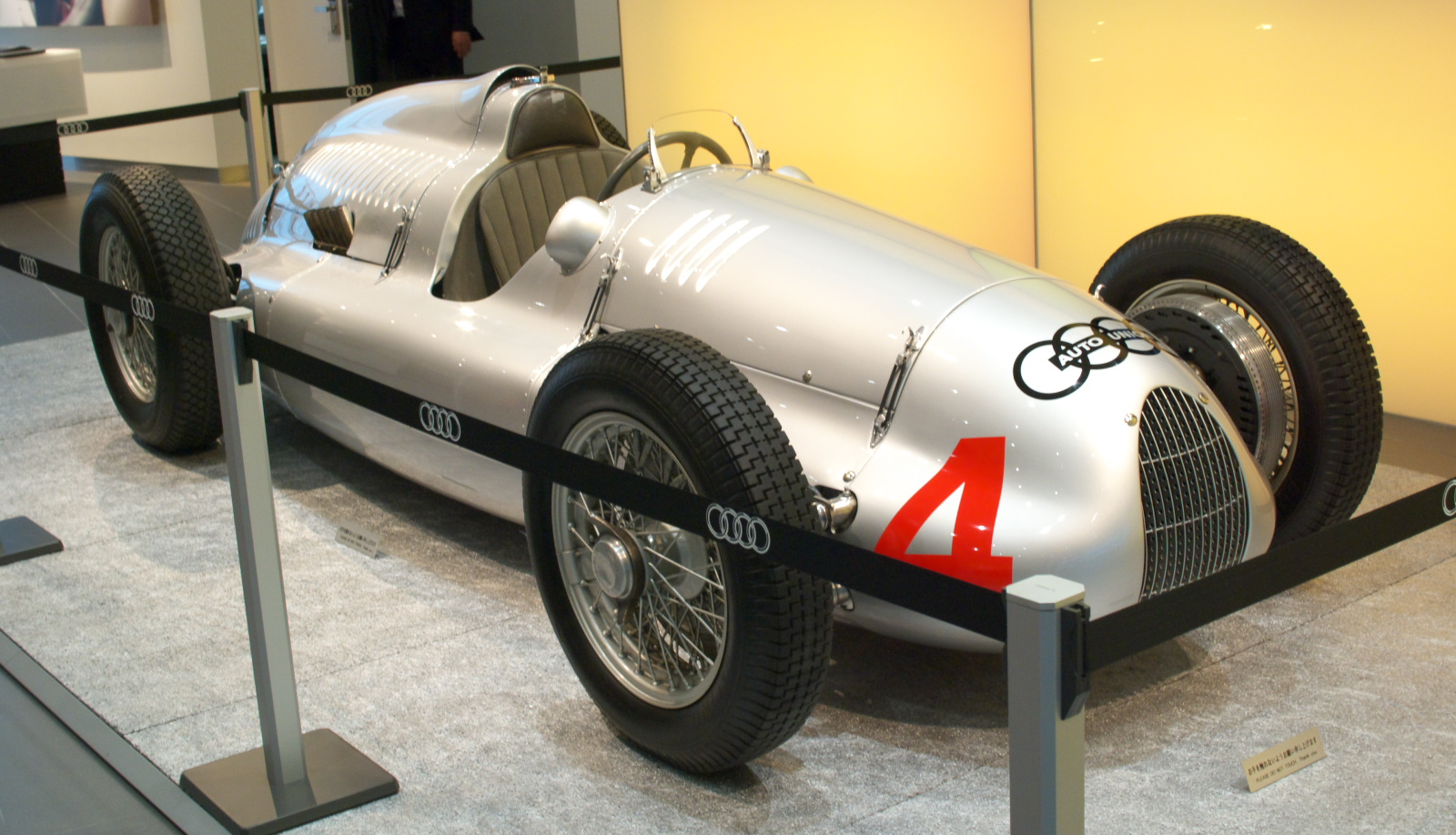
Auto Union Type D

Robert Eberan von Eberhorst, in seguito Robert Eberan-Eberhorst, (Vienna, 23 ottobre 1902 – Vienna, 14 marzo 1982) è stato un ingegnere e progettista austriaco, noto per essere stato uno dei maggiori ingegneri austriaci, che progettò l'auto da corsa Auto Union Type D.

## Biografia
Discendente dalla nobiltà austriaca, la sua famiglia abbreviò e modificò il cognome a causa della contestuale abolizione del titolo nobiliare avvenuta in Austria nel 1918. Studiò all'Università Tecnica di Vienna fino al 1927, dove conseguì un master in ingegneria. Nello stesso anno venne ammesso all'Istituto di ingegneria automobilistica dell'Università tecnica di Dresda. Nel 1933 Ferdinand Porsche lo assunse all'Auto Union, dove inizialmente lavorò come ingegnere di sviluppo all'interno del reparto corse della Auto Union presso gli stabilimenti Horch di Zwickau; in seguito divenne capo del reparto motori da corsa e assistente di Porsche. Fu insieme a Porsche, uno dei principali contributori ai successi sportivi della Auto Union; durante la sua militanza alla Union sviluppò numerose soluzioni tecniche principalmente in campo aerodinamico, con la creazione di rudimentali minigonne laterali e una carrozzeria profilata, che furono alcuni dei primi sperimentazioni dell'effetto suolo applicate su un'autovettura.
Quando Porsche lasciò l'Auto Union nel 1938, Eberan-Eberhorst succedette al suo posto. Il suo primo progetto fu l'Auto Union Type D. Con una cilindrata di tre litri, in conformità con i regolamenti dei Grand Prix dell'epoca, il motore V12 sovralimentato montato posteriormente poteva erogare circa 420 CV (300 kW). Rispetto alla Type C progettata da Porsche, furono apportate modifiche al telaio volte a migliorare la guidabilità dell'auto mediante una più equa distribuzione del peso (guidatore e posizione del serbatoio del carburante vennero modificati a tale scopo) e una nuova sospensione posteriore a ponte de Dion in sostituzione del precedente sistema ad assali oscillanti. L'auto ottenne due vittorie con Tazio Nuvolari e Hermann Paul Müller.
Eberan-Eberhorst inoltre, durante i test delle vetture, utilizzava uno strumento di registrazione di bordo per tracciare parametri come velocità dell'auto, regime del motore, cambio marcia e punti di frenata, una sorta di primordiale telemetria.